# Arthur Danto
Arthur Coleman Danto, född 1 januari 1924 i Ann Arbor, död 25 oktober 2013, var en amerikansk konstkritiker och professor i filosofi vid Columbia University.
Arthur Danto var känd för sin text Konstvärlden, först publicerad 1964 som The Artworld, där han myntade begreppet konstvärlden. Det är i Konstvärlden som den första institutionella konstteorin formuleras.
I Konstvärlden argumenterar Danto för att det är konstteorin som gör det möjligt för oss att skilja mellan konstverk och "verkliga objekt", det vill säga att det är med hjälp av konstteori vi kan svara på frågan "Vad är konst?". Att vi skall kunna uppfatta någonting som konst "fordrar något som ögat inte kan nedvärdera - en konstteoretisk miljö". En sådan konstteoretisk miljö återfinns, enligt Danto, framför allt i den s.k. konstvärlden, det vill säga gallerier, museer och andra konstinstitutioner. Det är sådana institutioner som möjliggör det som Danto kallar för "den estetiska identifikationens är", ett är som låter oss "konstituera" något som konst. Förenklat innebär detta att ett objekt som "i vanliga fall" inte skulle anses vara konst (till exempel Andy Warhols Brillo-boxar) blir till ett konstverk om det placeras i ett galleri eller ett konstmuseum.